# Jini Dellaccio

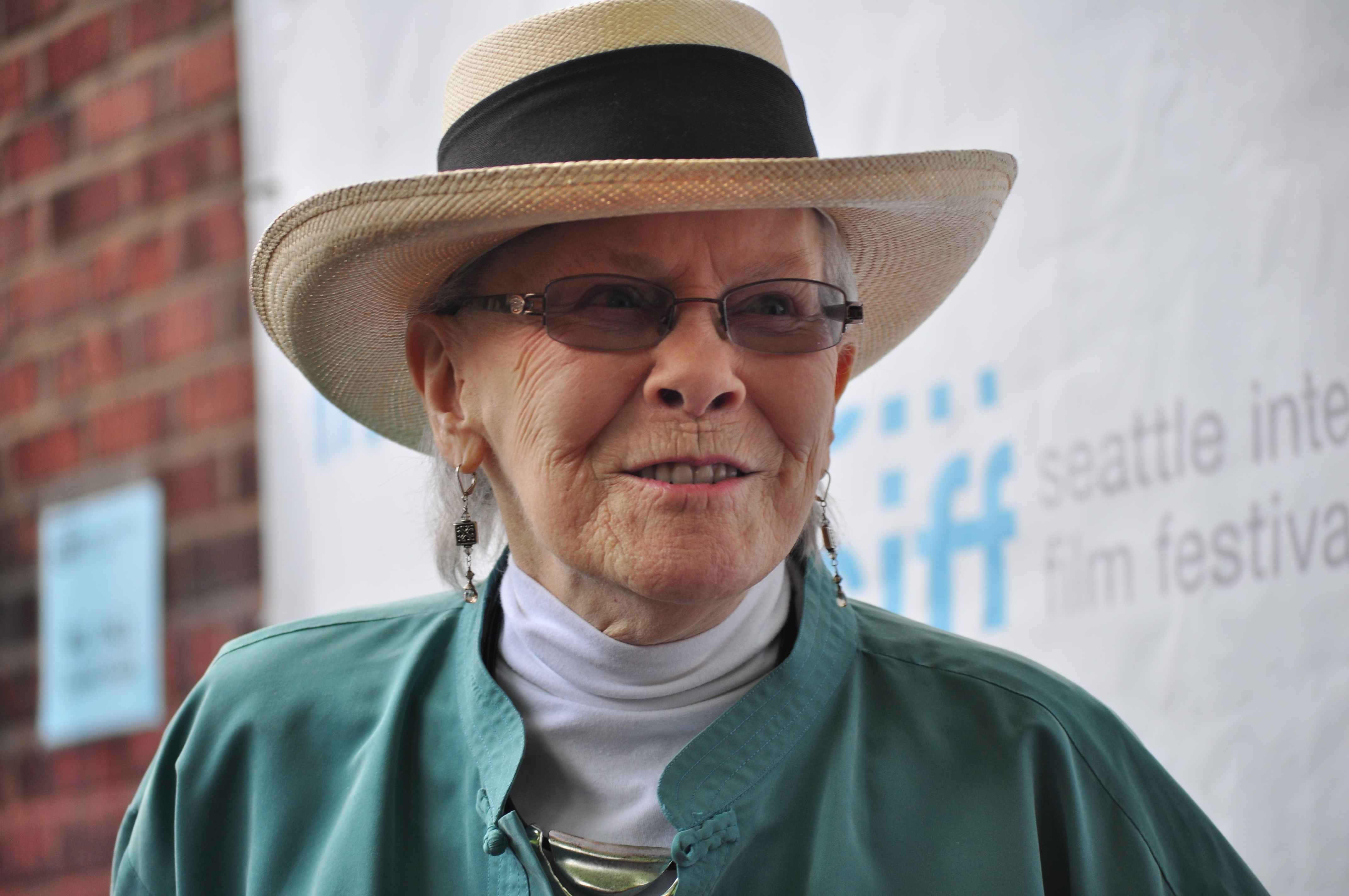
Jini Dellaccio, 26. Mai 2013

Jini Dellaccio (* 31. Januar 1917 in Indiana, USA; † 3. Juli 2014 in den USA) war eine US-amerikanische Fotografin. Sie war eine autodidaktische Fotografin, die vor allem für ihre Bilder von Rock- und Pop-Bands aus dem pazifischen Nordwesten der 1960er Jahre bekannt war, insbesondere von The Sonics, Wailers, The Daily Flash und Don and the Goodtimes.

## Leben und Werk
Dellaccio war eines von vier Kindern des Automechanikers Paul Duckworth und der Kosmetikerin Merle Duckworth. Nach ihrem High-School-Abschluss 1935 spielte sie Saxophon bei mehreren rein weiblichen Swing-Jazzbands, darunter die Sweethearts of Swing. Während des Zweiten Weltkriegs lernte sie während eines Auftritts in Hollywood (Florida) ihren zukünftigen Ehemann Carl Dellaccio kennen, der in der Marine diente. Nach dem Krieg zog das Paar nach Chicago, wo ihr Ehemann die University of Chicago besuchte. Sie heirateten 1946. Sie besuchte dann das Art Institute of Chicago, wo sie Malerei studierte und sich für Fotografie interessierte. In einem Fotogeschäft in Chicago kaufte sie eine gebrauchte Leica für 70 US-Dollar.
1953 zog das Paar nach Long Beach (Kalifornien), wo sie eine erfolgreiche Karriere als freiberufliche Modefotografin entwickelte. Während dieser Zeit kaufte sie eine Rolleiflex-Kamera und dann eine Hasselblad 500-C, die zu ihrer Hauptkamera wurde. 1961 wurde ihrem Ehemann eine Stelle im öffentlichen Schulbezirk von Tacoma angeboten und sie zog mit ihm in das nahe gelegene Gig Harbor. 1962 stellte das Tacoma Art Museum einige von ihren Werken aus, darunter Modefotos und Bilder, die sie auf einer Exkursion in den Südpazifik aufgenommen hatte.
1965 fotografierte sie für die Rockband Wailers das Cover des Albums Wailers, Wailers, Everywhere der Wailers. Ihre Arbeit fand in der gesamten Rock-’n’-Roll-Community Beachtung und bald begann sie, andere lokale Bands im pazifischen Nordwesten zu fotografieren. In Gig Harbor begann sie die provokanten Proto-Punk-Garage-Bands zu dokumentieren, die in den benachbarten Städten Bremerton und Tacoma im Nordwesten entstanden. Sie fotografierte auch Rockkonzerte im damaligen Seattle Coliseum. Zu den Bands, die sie dort fotografierte, gehören unter anderem die Beach Boys, The Who und die Rolling Stones. Sie erstellte ikonische Albumcover-Fotos von Bandmitgliedern mit Architektur- und Skulpturenwerken oder beim Klettern auf Bäume. Dellaccio lehnte das langweilige Foto einer Band ab und etablierte sich als eine der aufregendsten und innovativsten Komponisten der Rockfotografie. In den folgenden Jahren erschienen Dellaccios Bilder in unzähligen internationalen Publikationen, auf vielen LPs, Single-Hüllen, CDs und Büchern. Zu Dellaccios bekanntesten Bildern gehörte das von einer Studiosession im Januar 1965 mit der Garage-Punk-Band The Sonics, das das Cover ihres 1965er Etiquette-Albums Here Are The Sonics ziert.

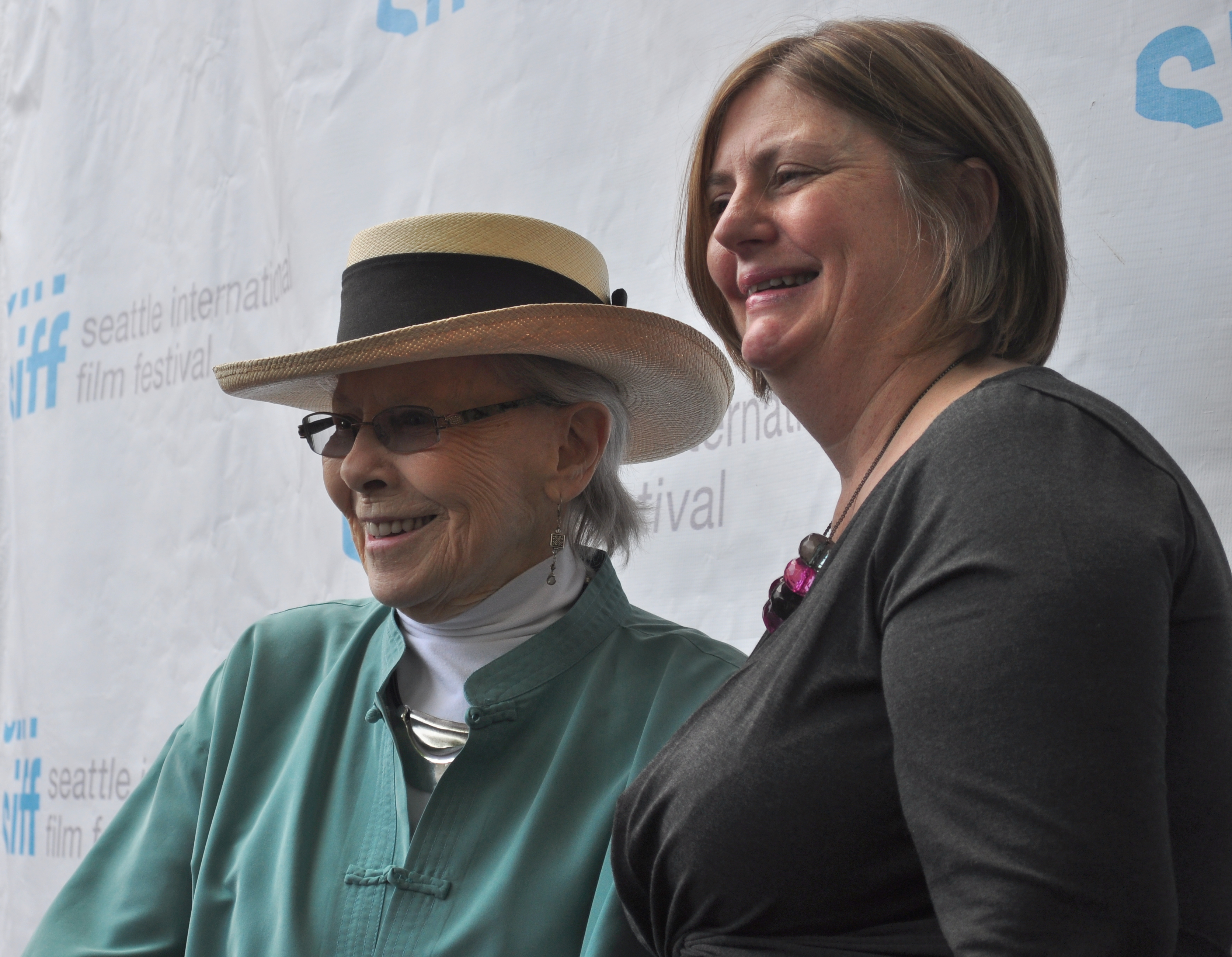
Dellaccio mit der Filmregisseurin Karen Whitehead bei der Weltpremiere von Her Aim Is True, Seattle International Film Festival, 26. Mai 2013

Ab Ende der 1980er Jahre gab es mehrere Retrospektivausstellungen ihrer Arbeiten. Ihre Karriere war auch Gegenstand des Dokumentarfilms Her Aim is True aus dem Jahr 2013, der auf dem Seattle International Film Festival Premiere hatte. Nach ihrem Umzug nach Arizona in den 1990er Jahren kehrte Dellaccio 2009 in den pazifischen Nordwesten zurück.
2005 hatte Dellaccio den Wechsel zu digitalen Geräten vollzogen und fotografierte Tiere. Das Ergebnis dieser Studien war die Vermarktung ihres Fotokartensets Outside My Window, auf dem jeweils Bilder der Tierwelt Arizonas zu sehen waren.
Dellaccio starb 2014 im Alter von 97 Jahren.
Heute wird ihr Vermächtnis durch die Jini Dellaccio Collection repräsentiert. Diese Stiftung wurde gegründet, um ihr Lebenswerk zu archivieren und einen Stipendienfonds im Namen von Jini und Carl Dellaccio einzurichten.